# زگیل‌ماران
زگیل‌ماران (نام علمی: Acrochordidae) نام یک تیره از فروراسته ناکورماریان است.